# Messier 4

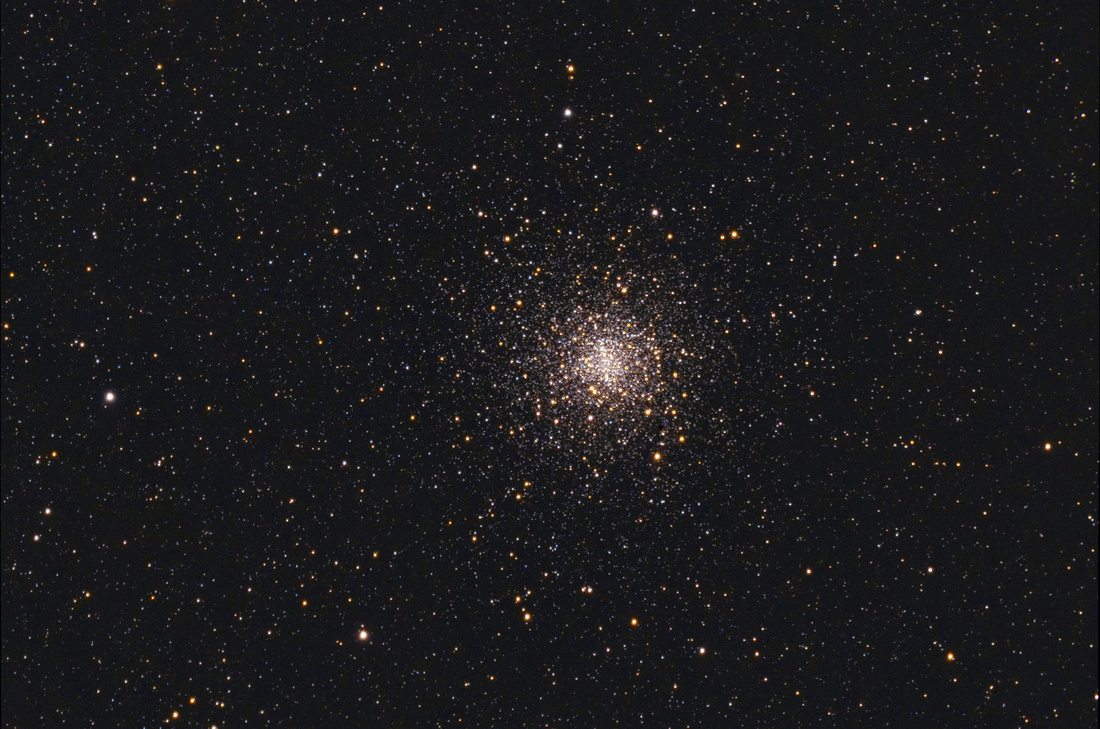
Cụm sao cầu Messier 4 dưới kính viễn vọng nghiệp dư

Messier 4 hay M4 (còn gọi là NGC 6121) là một cụm sao cầu trong chòm sao Thiên Yết (Scorpius). Nó được Philippe Loys de Chéseaux phát hiện năm 1746 và được Charles Messier lập danh lục năm 1764. Nó là cụm sao cầu đầu tiên mà các ngôi sao riêng lẻ được phân giải.

## Khả năng nhìn thấy
M4 là dễ thấy thậm chí với các kính viễn vọng nhỏ nhất như là một quả cầu sáng mờ. Nó xuất hiện trong bầu trời đêm với kích thước cỡ như Mặt Trăng. Nó là một trong những cụm sao cầu dễ tìm nhất, do chỉ nằm cách ngôi sao sáng Antares (sao Tâm 2) khoảng 1,3 độ về phía tây, với cả hai thiên thể đều nhìn thấy được bằng kính viễn vọng trường quan sát rộng. Các kính viễn vọng kích thước khiêm tốn sẽ phân giải các ngôi sao riêng lẻ trong đó sáng nhất trong M4 là các sao có cấp sao biểu kiến bằng 10,8.

## Đặc trưng
M4 là cụm sao tập trung khá lỏng lẻo thuộc cấp IX và bề ngang đạt 75 năm ánh sáng. Điểm đặc biệt của nó là một cấu trúc "thanh chắn" ngang qua lõi của nó, được nhìn thấy với các kính viễn vọng kích thước vừa phải. Cấu trúc này bao gồm các ngôi sao có cấp sao biểu kiến cỡ 11 và dài khoảng 2,5', lần đầu tiên được William Herschel lưu ý vào năm 1783. Ít nhất có 43 sao biến quang đã được quan sát trong M4.
M4 cách xa Trái Đất khoảng 7.200 năm ánh sáng, xấp xỉ khoảng cách như NGC 6397, làm cho chúng là các cụm sao cầu gần nhất với hệ Mặt Trời. Người ta ước tính nó khoảng 12,2 tỷ năm tuổi.
Trong thiên văn học, độ phổ biến của các nguyên tố không phải hiđrô và heli được gọi là độ kim loại, và nó thường được biểu thị theo tỷ lệ phổ biến của sắt so với hiđrô so với tỷ lệ ấy của Mặt Trời. Đối với cụm sao cầu này, độ phổ biến của sắt đã đo được là tương đương với:
{\displaystyle \left[{\frac {Fe}{H}}\right]\ =\ -1,07\pm 0,01}
Giá trị này là logarit của tỷ lệ sắt trên hiđrô tương đối so với cùng tỷ lệ như vậy trong Mặt Trời. Như thế cụm sao này có độ phổ biến của sắt tương đương 8,5% độ phổ biến của sắt trong Mặt Trời. Dựa trên các đo đạc độ phổ biến, có chứng cứ cho thấy cụm sao này chứa 2 quần sao khác biệt. Mỗi quần sao là một nhóm các ngôi sao đã hình thành xấp xỉ cùng thời gian. Vì vậy, cụm sao này có thể đã trải qua ít nhất là 2 chu trình hình thành sao tách biệt
Các thành phần vận tốc không gian của cụm này là (U, V, W) = (–57 ± 3, –193 ± 22, –8 ± 5) km/s. Nó di chuyển trên một quỹ đạo xuyên qua Ngân Hà có chu kỳ bằng (116 ± 3) triệu năm và có độ lệch tâm 0,80 ± 0,03. Ở cận điểm quỹ đạo của mình, nó tới gần lõi Ngân Hà khoảng (0,6 ± 0,1) kpc, trong khi ở viễn điểm quỹ đạo nó di chuyển ra xa tới khoảng cách (5,9 ± 0,3) kpc. Độ nghiêng quỹ đạo là góc khoảng 23° ± 6° so với mặt phẳng Ngân Hà, đem nó tới khoảng cách nhiều tới (1,5 ± 0,4) kpc phía trên đĩa Ngân Hà. Khi vượt qua đĩa Ngân Hà, cụm sao này đạt tới khoảng cách nhỏ hơn 5 kpc từ nhân Ngân Hà. Cụm sao này trải qua sốc thủy triều trong mỗi lần vượt qua, có thể gây ra sự rơi rụng các ngôi sao lặp đi lặp lại. Vì thế cụm sao này có thể từng đồ sộ hơn trong quá khứ.

## Các ngôi sao đáng chú ý
Các bức ảnh chụp bằng kính viễn vọng không gian Hubble năm 1995 đã phát hiện các sao lùn trắng trong M4 thuộc số các sao già nhất đã biết trong dải Ngân Hà với độ tuổi khoảng 13 tỷ năm. Một trong các sao lùn trắng như vậy là một hệ sao đôi với một sao đồng hành là sao xung, gọi là PSR B1620-26 và một hành tinh (PSR B1620-26 b) quay xung quanh nó với khối lượng gấp 2,5 lần khối lượng Sao Mộc.
Năm 1987, một sao xung mili giây đã được phát hiện trong M4 với chu kỳ 3,0 mili giây hay khoảng 10 lần nhanh hơn sao xung Con Cua.